# 洪峰乡
洪峰乡，是中华人民共和国四川省眉山市仁寿县曾经下辖的一个乡。2019年12月，撤销洪峰乡，将其所属行政区域划归龙正镇管辖。

## 行政区划
洪峰乡撤销前下辖以下地区：
永新村、茨竹村、美满村、宝珠村、净土村、新建村、和平村、中咀村和西禅村。